# Brownleea caerulea
Brownleea caerulea é uma espécie de orquídea terrestre cujo gênero é proximamente relacionado às Disa.  Esta espécie existe na África do Sul, Essuatíni e Madagascar onde habita florestas tropicais.